# Mesapamea calcirena
Mesapamea calcirena är en fjärilsart som beskrevs av Rudolf Püngeler 1902. Mesapamea calcirena ingår i släktet Mesapamea och familjen nattflyn. Inga underarter finns listade i Catalogue of Life.